# 피핀 2세 (상리스)
피핀 2세 상리스(Pepin II de Senles, 815년/817년 - 850년/855년)는 이탈리아 출신 프랑크 왕국의 귀족이자 서프랑크 왕국의 귀족으로, 카롤링거 왕조 출신이었다. 샤를마뉴의 차남 피피노 카를로만의 서자였던 롬바르디아의 왕 베른하르트 1세의 서자였다. 그는 초대 페로네와 생 캉탱, 상 리스, 베르망두아의 백작이었다. 그는 경건왕 루도비쿠스의 아들 대머리 카를에게 충성을 맹세했다. 그러나 834년부터 그는 경건왕 루도비쿠스와 아들들 간의 영토분할 갈등 때 이탈리아왕 로타르 1세의 편에 섰다. 그는 헤르베르티언 왕조의 시조였다. 일설에는 9세기~14세기에 존재했던 이탈리아 남부의 토착 귀족가문인 베라르디 가문 역시 그의 후손이라 한다.

## 생애

### 초기 활동
이탈리아 밀라노 출신으로, 아버지는 이탈리아 롬바르디아의 왕 베른하르트 1세(Brenhard I of Italy)이고, 어머니는 랑 출신 혹은 프랑코니아 출신 쿠니군데(Cunegond)였다. 일설에는 그의 어머니는 오툉 백작 테우데리히와 카롤루스 마르텔의 딸인 알다(Alda) 또는 알다나(Aldana, 804년 이전 사망)의 아들 기욤 드 젤론의 후손인 여성이었다는 견해도 있다.
그는 부계쪽으로는 카롤링거 왕조 출신 프랑크 왕 카롤루스 대제의 증손이었다. 그의 아버지 베른하르트 1세는 817년 경건왕 루트비히의 제국 칙령에 반발, 군사를 일으켜 경건왕 루트비히에게 반항하였다가 붙잡혀 눈이 뽑히는 형벌을 받고 장님이 되었다가 818년 봄, 후유증으로 사망했다. 피핀의 젊은 시절, 행적은 알려져 있지 않다.
문헌에 의하면 그는 834년부터 840년 무렵에 코미타투스ㅈ비로망덴시안(comitatus Viromandesian, 현 베르망두아)의 백작이었다는 기록이 있다. 그는 834년 무렵 프랑스에 해당되는 지역인 센강 북쪽의 베르망두아 백작이 임명되었다. 그의 아버지 롬바르드의 왕 베른하르트 1세는 817년 4월 자신의 삼촌 경건왕 루트비히의 티옹빌 칙령에 반대하여 반란을 일으켰다가 실패하고, 고문 후유증으로 사망했다. 그런데 어떤 이유에서였는지 피핀은 한동안 종조부 경건왕 루트비히의 추종자로 활동했다. 834년 로타르 1세가 아버지 경건왕 루트비히에 대항하는 반란을 일으켰을 때, 로타르를 지지하였다.

### 프랑크 왕국 상속 분쟁기 활동
834년 경건왕 루트비히의 계비 유디트 폰 바이에른이 이탈리아의 코르토나 수도원(Cortona)에 갇혔을 때 피핀은 다른 롬바르디아 귀족들과 함께 유디트를 빼내어 아헨에 있는 경건왕 루트비히에게로 데려왔다. 그 보상으로 836년 피핀은 경건왕 루트비히에게 생 캉탱백작과 페로네, 상 리스 백작직과 영지를 받았다. 아날 연대기에 의하면 그는 경건왕 루트비히의 친척으로서 그의 측근으로 활동했다 한다. 이후 그는 대머리왕 카를 2세에게 충성을 맹세하였다. 일부 문헌에는 834년에서 840년 사이에 세느 북부의 베르망두아 백작으로 나타나기도 한다.
그러나 상리스의 피핀 2세는 840년 경건왕 루트비히가 사망하기 직전 그의 장남 로타르 1세가 아버지 경건왕 루트비히에 대항하는 반란을 일으켰을 때 로타르의 편에 가담해 지원하고 파리를 공략하였다. 경견왕 루트비히 사후, 대머리왕 카를 등이 로타르 1세와 대적했을 때 그는 황제 로타르 1세의 편에 섰다. 그러나 843년 베르덩 조약이 체결되었고, 이후 그는 대머리왕 카를 2세의 가신이 되었다. 이후의 기록에는 그의 이름이 등장하지 않는다.
그의 아내는 이름이 알려져있지 않으나, 독일의 역사학자 카를 페르디난드 베르너(Karl Ferdinand Werner)에 의하면 니벨룽기드 가문의 사람으로 추정된다 하였다. 그의 연구에 의하면 876년을 전후해서 티에리 니벨룽기드 또는 테오도르 드 니벨룽고(다른 이름은 벡상의 테오도리히)라는 인물이 베르망두아백작직에 있었던 것으로 보아, 그의 부인이 니벨룽기드 가문이었을 것으로 보고 있다.
일설에는 베이유(Bayeux)의 백작도 겸직했다는 설도 있으나 불확실하다. 피핀은 850년 또는 855년경 이탈리아 밀라노에서 사망했다. 일설에는 그가 892년까지 생존했다는 설도 있다. 매장지는 미상이다.

## 사후
시신은 밀라노(현 밀라노 광역시(Città Metropolitana di Milano), GPS 45.46257, 9.17591)에 있는 성 암브로시오 바실리카(Basilica of Sant'Ambrogio)의 석관에 안치되었다.
한동안 그의 지위는 카를 마르텔의 동생 킬데브란트 1세의 후손인 테오도르 드 니벨룽고가 차지했다가 다시 그의 아들 헤르베르트 1세가 그의 영지를 전부 회복하였다.
경건왕 루트비히의 후손은 10세기에 단절되지만 그의 후손들은 베르망두아백작가문은 11세기까지, 치니백작가문은 13세기까지 후손들이 이어졌다.

## 가족 관계
그의 사위인 스폴레토의 람베르투스 2세 스폴레텐시스의 증조모 아델라이드 롬바르디엔시스는 피핀의 할아버지 피피노 카를로만의 딸이었다.
헤르베르티언 가문외에도 이탈리아 남부 마르시카 지역의 토착 귀족 가문인 베라르디 가문(Berardi) 역시 자신들의 선조로 피핀과 베른하르트 1세를 지목했다.
- 증조부 : 샤를마뉴 대제
- 할아버지 : 피피노 카를로만
- 할머니 : 쿠니군다, 샤를마뉴의 숙부이자 국방대신인 베른하르트 공작의 손녀
  - 고모 : 아델라이드(Adelais)
  - 고모 : 베르타(Berta)
  - 고모 : 쿠테군다(Cundrada)
  - 고모 : 아델라(Adela)
  - 고모 : 테오데라다(Theoderada)
- 아버지 : 베른하르트 1세(797 - 818, 롬바르디아의 왕)
- 어머니 : 쿠네군다
- 부인 : 이름 미상, 니벨룽기드 가문 출신 여성
  - 아들 : 베른하르트, 라온 백작
  - 아들 : 피핀 3세(Peppin III, ? ~ 893경), 상리스 백작, 파리백작(877-893), 발루아백작
  - 아들 : 헤르베르트 1세
  - 딸 : 쿠네군다(Cunegonda) 또는 구닐데(Gunilde)
  - 딸 : 이름 미상, 네우스트리아 후작을 지낸 베렝가리오 2세와 결혼, 후에 상리스의 백작 가이(또는 구이도)와 재혼[5]
  - 딸 : 아델라이드, 이탈리아의 왕 람베르토 2세의 왕비
  - 사위 : 람베르투스 2세(Lambert II of Spoleto, 870년/875년경 - 898년 10월 15일), 이탈리아의 군주
  - 딸 : 리첼다(Richilde, 835 ~ ?)
  - 사위 : 테오도발트 1세 카르누테스(Theodobald I Carnutes, 840 ~ 871)
  - 아들 : 카이사르(Caesar) 혹은 세사레오(Cesareo) - 이탈리아의 귀족 가문 베라르디 가문(Berardi)의 족보에만 등장한다.
- 사돈이자 5촌 조카 : 구이도 3세 스폴레텐시스, 고모 아델라이드의 손자였다.

## 참고 자료
- Christian Settipani, La Préhistoire des Capétiens (Nouvelle histoire généalogique de l'auguste maison de France, vol. 1), Villeneuve d'Ascq, éd. Patrick van Kerrebrouck, 1993, 545 p. (ISBN 978-2-95015-093-6)
- Dunbabin, Jean (2000). France in the making, 843-1180. Oxford University Press.
- McKitterick, Rosamond (1999). The Frankish Kingdoms under the Carolingians. Pearson Education Limited.

| 전임 군타르드? | 베르망두아 백작 834년경 - 850년 | 후임 헤르베르트 1세 |

|  | 상리스 백작 - 850년 | 후임 피핀 3세 |

|  | 발루아 경 - 850년 | 후임 피핀 3세 |

|  | 페로네 백작 - 850년 | 후임 헤르베르트 1세 |

|  | 생 캉탱 백작 - 850년 | 후임 헤르베르트 1세 |